# Stéphanie Coerten
Stéphanie Coerten est une comédienne belge née le 5 septembre 1972, membre de la troupe qui interprète la comédie musicale satirique Sois Belge et tais-toi entre 2006 et 2018 et maîtresse de cérémonie (entre autres) du Concours Musical International Reine Elisabeth et du Festival Anima (cinéma d'animation).

## Biographie

### Formation
De 1991 à 1994, Stéphanie Coerten est formée à la Kleine Academie. Elle suit les cours de chant de Marcelle De Cooman depuis 1997 et de Philippe d'Avilla depuis 2007.

### Carrière artistique
Elle présente le jeu télévisé la Mémoire des Rues sur la chaîne régionale Antenne Centre et interprète les personnages féminins de TV Belgiek.
Depuis la saison 2006 - 2007, elle est surtout connue du grand public belge pour sa prestation dans la comédie musicale satirique Sois Belge et tais-toi ! consacrée à la politique belge, dans laquelle elle incarne Joëlle Milquet, Caroline Gennez, Christine Lagarde, la princesse Mathilde,  ainsi que d'autres personnages.
De 1994 à 2005, elle évolue dans l'improvisation théâtrale en étant jouteuse et maîtresse de cérémonie à la FBIA et au sein de la Compagnie TADAM.
Au mois de décembre 1994, elle joue dans la comédie musicale Peter Pan. Mis en scène par Bruno Bulté, le spectacle accueille 25 000 spectateurs au parc Walibi Belgium,. Pour le réaliser, le groupe Walibi s’associe à Del Diffusion et propose une mise en scène enlevée et visuelle, la création d’effets spéciaux inédits et la participation de comédiens, d'acrobates et de jongleurs (avec Stéphanie Coerten, Stéphane Custers, André Debaar, Philippe Derlet, Gudule...)
En 1997, elle monte sur les planches dans Les Paravents de Jean Genet avec Philippe d'Avilla, Laurent Capelluto, Philippe Derlet entre autres.
En 2005, elle joue le rôle de Carlotta, dans une adaptation de Trois Petits Tours de Michel Tremblay, où elle combine jeu scénique et théâtre d'ombres. Mise en scène de Alexandra Rice, avec Juan Marques-Garcia, Nele Paxinou, Virginie Pierre, Tshilombo Imhotep...
Elle a tourné dans une dizaine de courts-métrages, le Long-Métrage Petites Misères réalisé par Philippe Boon et Laurent Brandenbourger, la Série télévisée Amigos (produite par A Private View et diffusée en 2016 sur VTM), et le long-métrage The Chapel de Dominique Derudddere où elle incarne son propre rôle.
En 2007, elle interprète au Théâtre Saint Michel les rôles de la Poupée, d'une sœur Siam et d'une putain dans la comédie musicale Le Secret de Cathy Thomas et Philippe d’Avilla dans une mise en scène de Cathy Thomas et Philippe d’Avilla.
Depuis 2019, au sein de la Compagnie Niveau 5, elle joue dans les comédies Niveau 5 de François Dumortier (mise en scène d'Alexis Gosselin) et le Tour du Monde en 80 Jours de N. Azzopardi et S. Danino (mise en scène de Janick Daniels) avec Elsa Erroyaux, Joel Riguelle, Philippe Peters, Florent Minotti et Derchen Coster.
Depuis 2016, elle est maîtresse de cérémonie du Concours Reine Elisabeth.